# テターボロ (ニュージャージー州)

バーゲン郡内の位置

テターボロ（Teterboro）は、アメリカ合衆国ニュージャージー州のバーゲン郡にある町（ボロ）。人口は68人（2024年推計）。町域の大部分は空港が占めているため住民は少ない。ハッケンサックの南に位置している。
座標は北緯40度51分16秒 西経74度03分35秒 / 北緯40.854573度 西経74.059619度座標: 北緯40度51分16秒 西経74度03分35秒 / 北緯40.854573度 西経74.059619度

## 交通
テターボロには、プライベート空港であるテターボロ空港がある。この空港はニューヨークで働く富裕層に利用される。空港使用料は無料。沢山のプライベートジェットが並んでいる景色は壮観。
鉄道はニュージャージー・トランジットパスカック・バレー線のテターボロ駅がある。